# БТС-5Б
Універсальний багатоцільовий тягач БТС-5Б (Multipurpose tractor BTS-5B) призначений для технічного забезпечення танкових підрозділів і частин, проведення аварійно-рятувальних робіт, буксирування пошкодженої техніки, транспортування запасних частин і інструменту. 

## Загальні характеристики
За своїми можливостями і обладнанням БТС-5Б аналогічний БРЕМ-1. На відміну від останньої, виробляється (?? даних про кількість не знайдено??) на заводах капітального ремонту з використанням шасі танків Т-72А, що надійшли в капітальний ремонт. Розробник: КТЦ, м. Київ Виробник: БТРЗ, м. Львів

## ТТХ
Загальні дані
База танк Т-72А
Маса, т не менше 41
Екіпаж, чол 3
Питома потужність, квт / т (к.с. / т) не менше 13,66 (18,57)
Середній питомий тиск на ґрунт, кгс / кв .см не більше 0,85
Вантажопідйомність платформи без обмеження швидкості тягача, т 1,5
Тягове зусилля на гаку, кН / т 150-151
Основні розміри, мм
Довжина з сошником-бульдозером в похідному положенні і встановленими паливними бочками 7890
Ширина 3460
Висота 2687
Озброєння
Зенітний кулемет НСВ-12,7
Автомат АКМС, шт 2
Спеціальне обладнання
Вантажопідіймальний кран - тип стріловий з гідроприводом - вантажопід'ємність, кН (тс) 120 (12)
Лебідка - тип механічна - тягове зусилля на тросі, кН (тс) 250 (25) - довжина троса, робоча / повна, м 200/222 - діаметр троса, мм 28,5
Допоміжна лебідка - тип механічна, з гідроприводом
Електрозварювальна апаратура - зварювальний струм, А 300
Вантажна платформа - габаритні розміри, мм 1700х1400
вантажопідйомність, т 1,5
Бульдозерне обладнання з гідроприводом  

## Критика
- В ЗМІ прокотилася хвиля звинувачень, що реклама «новітньої розробки Львівського бронетанкового»— лише піар-акція від Укроборонпрому [2] [3]

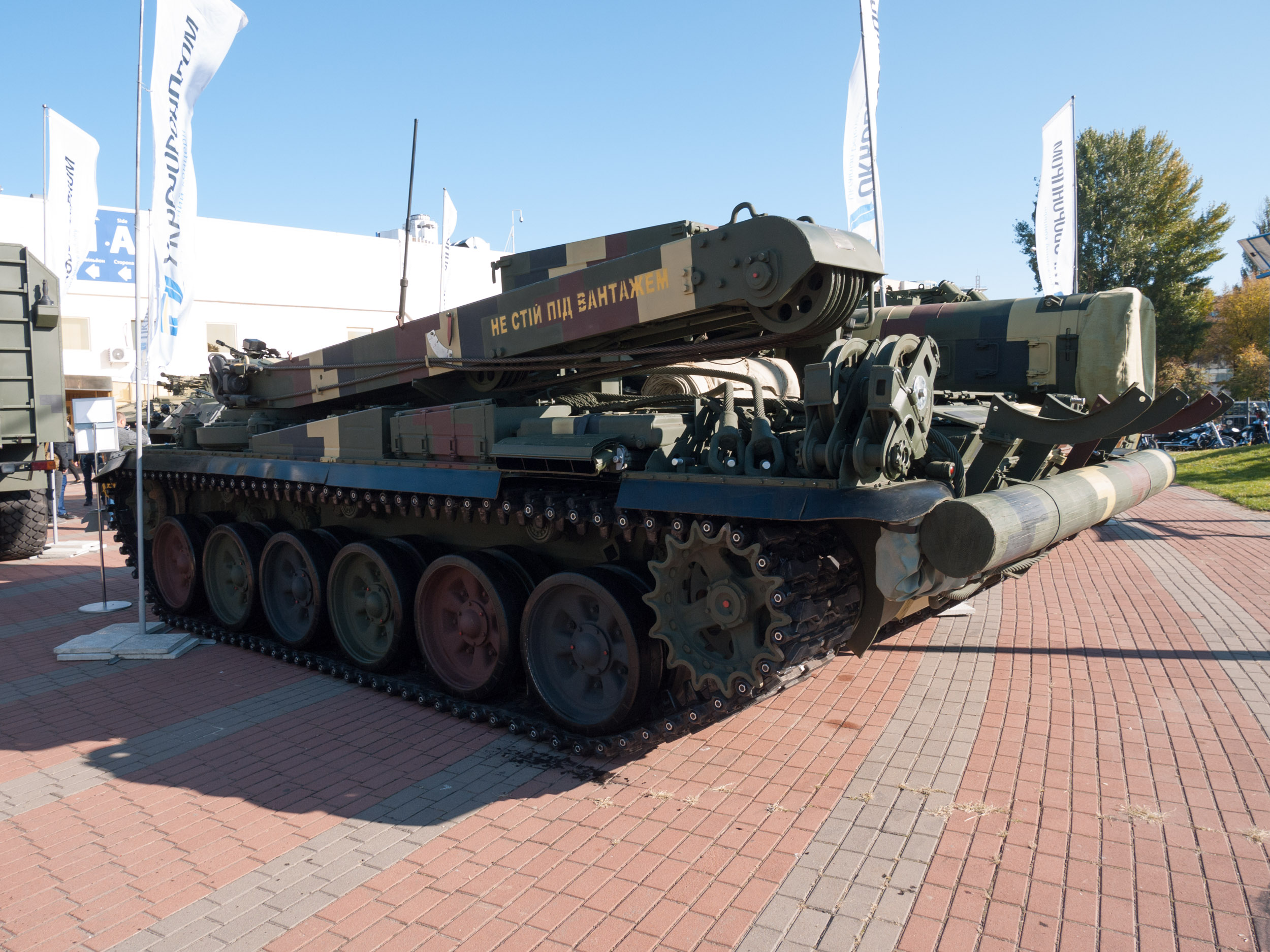
Порівняйте: це вже супер-новітня БРЕМ "Лев" від Львівського бронетанкового. Позиціонується як розробка 2018 року.